# Metro de Estambul
El Metro de Estambul (turco: İstanbul Metrosu) es el principal componente del sistema masivo de transporte de Estambul, Turquía. Es operado por İstanbul Ulaşım (Transportes de Estambul), una empresa pública controlada por la municipalidad metropolitana de Estambul. Abierto al público el 3 de septiembre de 1989, incluye 159 estaciones en servicio actualmente, con 36 nuevas en construcción. A enero de 2025, incluye 11 líneas: M1A, M1B, M2, M3, M4, M5, M6, M7, M8, M9 y M11. Otras líneas están planeadas o en construcción como la M10, M12, M14 serán construidos.

## Historia

### Inicios
La línea de tren subterráneo más antigua de Estambul es el Tünel que entró en servicio el 17 de enero de 1875. Es la segunda línea subterránea más antigua del mundo después el Metro de Londres (1863) y la primera en Europa continental. Sin embargo la primera línea completamente subterránea con múltiples estaciones de Europa continental fue el Metro de Budapest (1896).

## Infraestructura actual
| Línea | Ruta                                   | Longitud | Estaciones | Notas adicionales |
| ----- | -------------------------------------- | -------- | ---------- | --- |
|       | Yenikapı ↔ Aeropuerto Atatürk/ Kirazlı | 26,8 km  | 23         | - Los ramales se bifurcan en Otogar. El ramal M1A va al Aeropuerto Atatürk. El ramal M1B va a Kirazlı.                 |
|       | Yenikapı ↔ Hacıosman / Seyrantepe      | 23,49 km | 16         | - Hay un ramal entre Sanayi Mahallesi y Seyrantepe.                                                                    |
|       | Bakırköy-Sahil ↔ Kayaşehir Merkez      | 26,7 km  | 19         | - La estación de Yıldıztepe está en construcción. - Funciona de 06:00 a 00:00.                                         |
|       | Kadıköy ↔ Aeropuerto Sabiha Gökçen     | 33,5 km  | 23         | - Se está construyendo una ampliación a Tuzla con seis estaciones más. - Funciona de 06:00 a 00:00.                    |
|       | Üsküdar ↔ Çekmeköy                     | 26,5 km  | 20         | - Se está construyendo una ampliación de 4,4 km desde Samandıra Merkez hasta Sultanbeyli. - Funciona de 06:00 a 00:00. |
|       | Levent ↔ Boğaziçi Üniversitesi         | 3,3 km   | 4          | - Llamada "Mini-Metro", la M6 es en realidad una línea de metro ligero.                                                |
|       | Yıldız ↔ Mahmutbey                     | 20 km    | 17         | - Inaugurado parcialmente el 28 de octubre de 2020. El tramo Yıldız-Kabataş todavía está en construcción.              |
|       | Bostancı ↔ Parseller                   | 14,27 km | 13         | - Inaugurado el 6 de enero de 2023. - Funciona de 06:00 a 23:00.                                                       |
|       | Olimpiyat ↔ Ataköy                     | 17,2 km  | 14         | - Inaugurada el 29 de mayo de 2021 (Olimpiyat–Bahariye) y completada el 18 de marzo de 2024 (Olimpiyat–Ataköy).        |
|       | Gayrettepe ↔ Arnavutköy Hastane        | 51,5 km  | 10         | - Se está construyendo la ampliación de Arnavutköy Hastane a Halkalı.                                                  |

### Líneas en construcción
| Línea | Ruta                               | Longitud | Estaciones | Notas adicionales                          |
| ----- | ---------------------------------- | -------- | ---------- | ------------------------------------------ |
|       | Pendik YHT ↔ Sabiha Gökçen Airport | 4,90 km  | 2          | - Apertura en 2026.                        |
|       | 60. Yıl Parkı ↔ Kazım Karabekir    | 13,0 km  | 11         | - Apertura en el segundo semestre de 2025. |
|       | Altunizade ↔ Bosna Bulvarı         | 4,5 km   | 4          | - Apertura en 2026.                        |

### Lado europeo
La construcción del metro moderno inició en 1989. La M1 fue llamada inicialmente  Metro Hafif (metro ligero) pese a que fue construida como una línea de metro a escala completa. Fue extendida desde Aksaray hasta los barrios occidentales, uniendo el Aeropuerto Internacional Atatürk al suroeste en 2002. La construcción de la M2 comenzó el 11 de septiembre de 1992 pero frente a los hallazgos arqueológicos encontrados se detuvo la construcción de varias estaciones especialmente hacia el sur. Se han usado materiales resistentes a sismos.

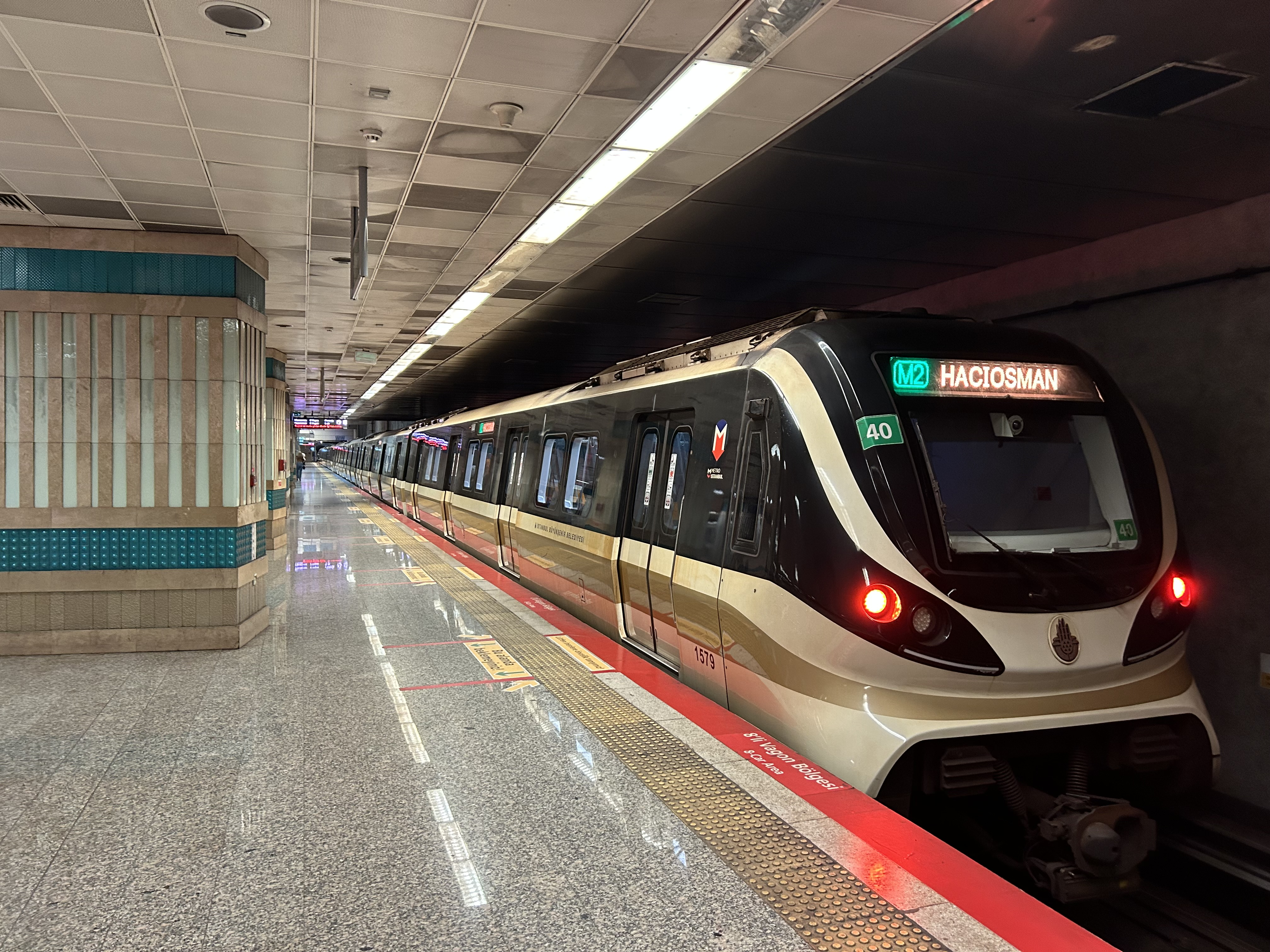
Estación de metro Yenikapı.

La primera sección entre Plaza Taksim y Levent entró en servicio pese a los retardos el 16 de septiembre de 2000. Esta línea con 8,5 km tiene 6 estaciones, de características similares y colores diferentes. El mismo año 8 ramas de 4 vagones tipo Alstom entran en servicio, circulando cada 5 minutos en hora de punta y transportando a 130 mil pasajeros dirariamente. El 30 de enero de 2009, el primer tren construido por Eurotem entra en servicio. |título=Istanbul Metropolitan Municipality: Taksim–Yenikapı Metro Hattı Eurotem construirá un total de 92 nuevos vagones para las líneas de M2. Al 30 de enero de 2009 un total de 34 trenes cada uno de 4 vagones era usado por la línea M2.
Una extensión al norte desde Levent hasta Maslak fue abierta en la misma fecha. El 2 de septiembre de 2010 la estación terminal de Darüşşafaka fue instaurada. La extensión al sur desde Taksim a Yenikapı a través del Cuerno de Oro sobre un puente ha sido completada hasta la estación Şişhane en Beyoğlu, y también entró en servicio en enero de 2009. 
Cuando esté completa, la extensión Taksim Yenicapı será de 5,2 km con 4 estaciones incluyendo Taksim y Şişhane actualmente en servicio.  El costo total de la ampliación será de 593 millones de liras turcas. En Yenikapı, el metro se intersecará con la línea ampliada del metro ligero y las líneas del suburbano. El viaje entre Şişhane en Beyoğlu y Hacıosman en Maslak es de 20 km (12,4 mi) de largo y toma 27 minutos incluyendo la sección Şişhane–Taksim (1.65 km, 2 minutos), Taksim–4. Levent (8.5 km, 12 minutos), and 4. Levent–Haciosman (8.1 km, 12 minutos.) La longitud total del lado europeo de la M2 será de 23 km con 16 estaciones desde Hacıosman a Yenikapı pronto estará completa; sin incluir los 936 metros de largo del puente del metro en el Cuerno de Oro, el túnel de 0.6 km entre Taksim-Kabataş que permite la conexión con el puerto de Bus Marino (İdo), el túnel en construcción de 0.6 km de largo entre Aksaray–Yenikapı conectando con la línea M1, y el túnel de 13.6 km de largo del Marmaray.

### Lado asiático

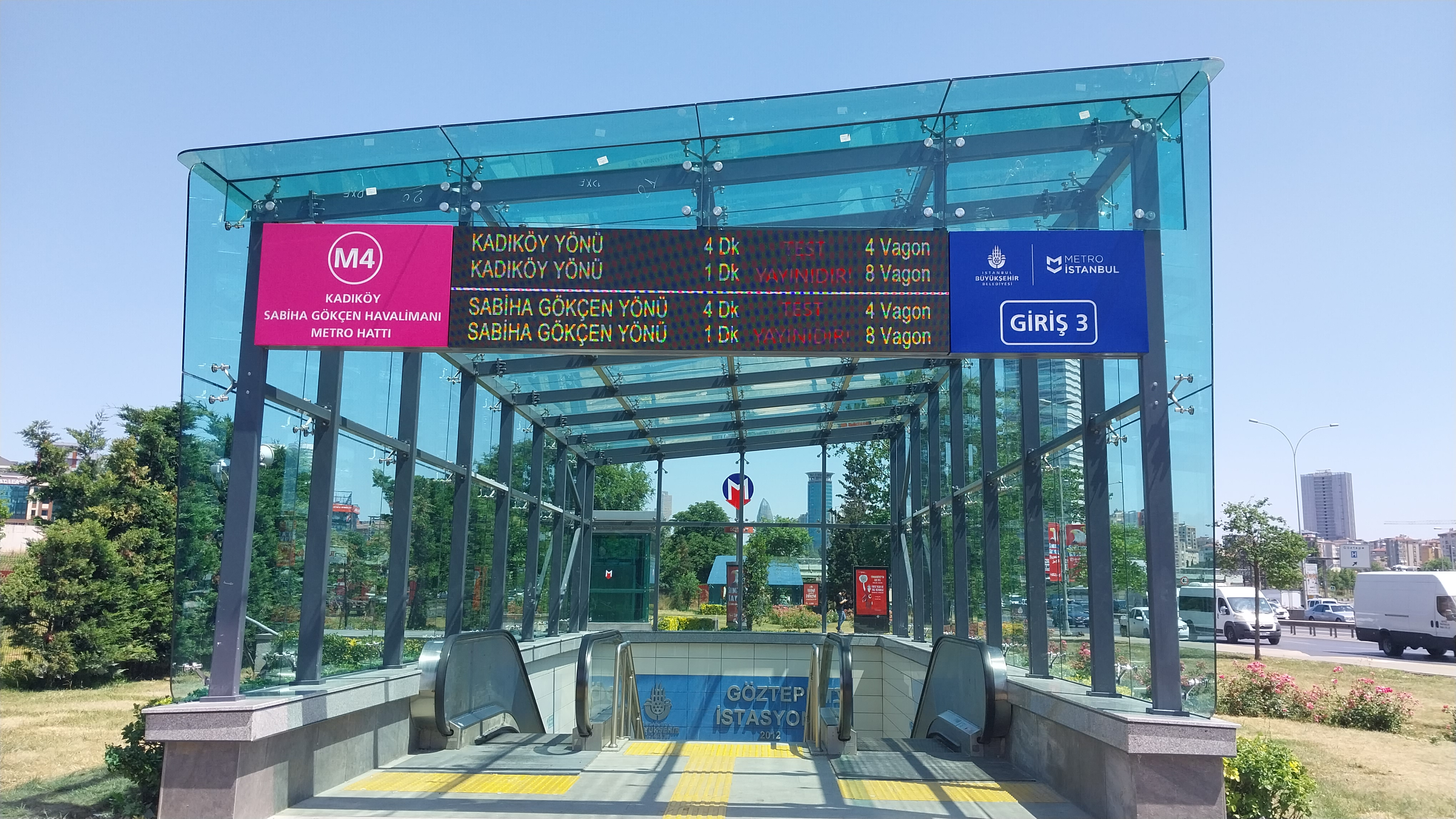
Una Entrada de Estación Göztepe.

Del lado asiático la construcción esta en progreso en el último tramo restante de 26,5 km (16,5 mi) de largo de la línea M4 desde Kadıköy hasta Kaynarca con un total de 19 estaciones. Esto tuvo un costo de 750 millones de euros y fue construido por el consorcio Astaldi-Makyol-Gülermak. Kadiköy - Kartal metro opened by Prime Minister (enlace roto disponible en Internet Archive; véase el historial, la primera versión y la última). La primera sección fue abierta al público el 17 de agosto de 2012 con estación terminal en Kartal. La construcción de los 20 km (12,4 mi) de largo de la línea M5 de Üsküdar via Ümraniye hasta Sancaktepe comenzó en marzo de 2012.
El Marmaray (túnel submarino para el ferrocarril en el Bósforo) conecta las líneas asiáticas y europeas del metro. La primera fase del proyecto abrió al público el 29 de octubre de 2013.

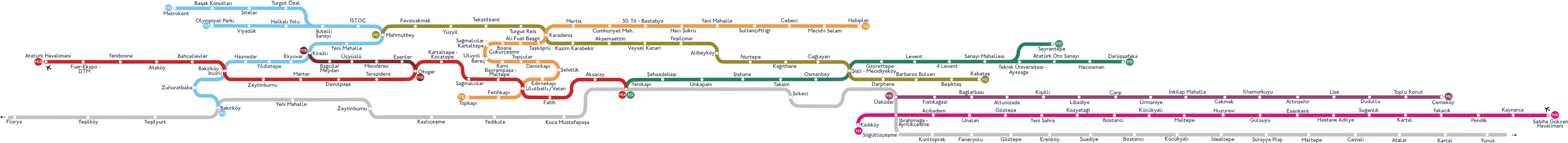
Líneas de metro de Estambul y actuales proyectos de expansión de la red